# Ilybius erichsoni
Ilybius erichsoni är en skalbaggsart som först beskrevs av Max Gemminger och Edgar von Harold 1868.  Ilybius erichsoni ingår i släktet Ilybius och familjen dykare. Arten är reproducerande i Sverige. Inga underarter finns listade i Catalogue of Life.